# 小柴旦遗址
小柴旦遗址，位于中国青海省海西蒙古族藏族自治州大柴旦镇东约40公里，为第七批青海省文物保护单位，公布日期为2004年5月10日，类型为古遗址。
小柴旦遗址的历史年代为旧石器时代。